# 543 Dywizja Grenadierów (III Rzesza)
543 Dywizja Grenadierów – niemiecka dywizja z czasów II wojny światowej, sformowana na poligonie w Münsingen na mocy rozkazu z 10 lipca 1944, w 29 fali mobilizacyjnej w V Okręgu Wojskowym.

## Struktura organizacyjna
- Struktura organizacyjna w lipcu 1944 roku:

1079., 1080. i 1081. pułk grenadierów, 1543. pułk artylerii, 1543. batalion pionierów, 543. dywizyjna kompania fizylierów, 1543. oddział przeciwpancerny, 1543. oddział łączności, 1543. polowy batalion zapasowy;

## Dowódcy dywizji
- Generalleutnant Karl Löwrick 23 VII 1944 – 12 VIII 1944;